# 北池田駅
北池田駅（きたいけだえき）は、かつて長野県北安曇郡池田町池田五丁目付近にあった池田鉄道の駅（廃駅）である。当路線の終着駅であった。

## 歴史
- 1926年（大正15年）9月21日：池田鉄道の全通により、同線の終着駅として開業[1]。
- 1938年（昭和13年）6月6日：廃線により廃止[2]。

## 駅構造
単式ホーム1面1線を有した。
※廃ホームがある現地に行くと、当初は2面2線構造がうかがえる。

## 延伸計画
ここより北にある今の大町市の社地区まで延伸する計画があったが最後まで実現しなかった。

## 周辺
2025年時点では住宅街や田畑が目立つ。

## 隣の駅
池田鉄道
信濃池田駅 - 北池田駅